# 폴른 팀버스 전투
폴른 팀버스 전투(Battle of Fallen Timbers)는 1794년 8월 20일에, 북서부 영토 침략에 저항하여 인디언들이 동맹을 맺고, 조지 워싱턴이 이끌던 미합중국과 군사적 충돌을 일으킨 미국 인디언 전쟁 중의 한 전투이다. 북서 인디언 전쟁의 행방을 결정한 전투였고, 미합중국 군의 승리로 끝났으며, 이후 1811년 ‘테쿰세의 전쟁’이 재개될 때까지 휴전이 되었다.

## 배경
1768년 〈스턴웍스 요새 조약〉으로 영국군과는 오하이오 강을 기준으로 경계선이 그어졌다. 그리고 이 땅은 인디언들의 땅으로 인식되었다. 미국 독립 전쟁 이후 영국이 이 지역의 땅을 할양했다는 〈1783년 파리 조약〉의 한 조항을 핑계로 오하이오 지역의 땅이 인디언의 소유임을 부정하였다. 인디언들은 “자신들의 동의없이 미합중국이나 영국이 땅을 처분할 수 있다”는 개념 자체를 거부하였다. 인디언들은 “대표를 보내지도, 서명한 적도 없기 때문에 땅을 처분한 적이 없다”고 말했다. 미합중국 개척민들이 오하이오 영토로 대량 유입되자 인디언들은 그들을 불청객으로 간주했다. 미합중국 정부는 그 땅이 정복된 땅이며, 파리 조약으로 땅을 압수할 권리를 가지고 있다고 주장했다.
오대호 주변의 인디언 여러 부족은 최강의 동맹인 ‘서부 인디언 동맹’(Western Confederacy)을 결성했다. 그들은 이곳의 정착하려는 개척민 군대와 교전을 하여 1790년과 1791년에 여러 차례 승리를 거두었으며, 조지 워싱턴 행정부에 경종을 울렸다. 1792년, 워싱턴은 ‘미친 앤서니’라는 별명을 가지고 있는 미국 독립 전쟁의 고참 지휘관 웨인 장군을 불러 새로운 군대를 조직해 지휘할 것을 명령했다.
워싱턴은 “인디언은 늑대와 같은 종류의 제물이다”며, 인디언의 존재를 식민지의 장애물로 인식하고 인디언 마을의 초토화와 학살을 진행하고 있었다.
웨인은 인디언을 소탕하러 간 이전 두 차례 원정대가 훈련부족으로 실패했다고 여기고 빈틈없이 준비를 시작했다. 1793년 여름 평화협상이 받아들여졌기 때문에 웨인은 새로운 군대를 단련할 충분한 시간을 확보할 수 있었다. 미국은 독립 전쟁의 승리로 영국에서 빼앗은 오하이오 강 이북의 영토 지배를 확고히 하려 했다. 이미 미합중국 개척자는 오하이오 영토에 이주를 시작했다.
그러나 쇼니족의 블루 재킷과 델라웨어족의 밧콘가헬라스는 미합중국 군대에 대한 최근의 승리로 사기가 올라 있었으며, 또 영국의 지원을 기대하면서, 1768년의 〈스턴윅스 요새 조약〉에서 정한 오하이오 강 경계를 사수하려 했다. 인디언은 자신들과 상의없이 영국이 미합중국에게 오하이오 강 북쪽의 영토를 인도한 파리조약의 후속 조약을 거부했다. 모호크족의 영웅 조셉 브랜트 등이 중심 세력이 되었던 인디언 일파가 타협 협상을 시도했지만, 블루 재킷과 그 동맹들은 미국이 부정하고 있던 오하이오 강 경계 이외의 어떠한 내용도 받아들이지 않았다.
인디언 부족은 합의제 민주주의 사회이며, 전제주의 수장이나 ‘지도자’라는 것은 존재하지 않았다. 또한 추장은 ‘조정자’이며, 이것도 지도자를 의미하지 않는다. 블루 재킷도, 조셉 브랜트도 위대한 전사일 뿐, ‘군 지도자’는 아니었다.

## 전투
웨인이 이끄는 새로운 미합중국 군대는 1793년에 오하이오 워싱턴 요새에서 북쪽으로 출발하여, 행군 중에 요새의 방어선을 구축해 갔다. 웨인 군은 4,600여명이며, 척후로 활용할 촉토족이나 치카소족에게 도움을 받았다.
블루 재킷이 속한 무리는 오늘 오하이오 모미 시에 자리를 잡고 있었으며, 톨레도 시에서 멀지 않은 곳에 위치한 모미 강에 방어진을 구축했다. 그곳에는 토네이도나 폭풍으로 송두리째 쓰러진 많은 수목(‘fallen timbers’)이 방벽이 되었다. 근처에 있던 영국군의 마이애미 요새에서 식량을 보급받았다. 인디언 동맹군은 미합중국군의 절반인 1,500명이었으며, 블루 재킷(쇼니 족), 밧콘가헤라스(델라웨어 족), 리틀 터틀(마이애미 족), 와이언도트 족, 오지브와 족, 오타와 족, 포타와토미족, 밍고 족, 그리고 캐나다 민병대가 일부 참여했다.
1794년 8월 20일에 전투가 시작되었지만, 인디언들은 오래 버티지 못했다. 인디언 동맹은 수적으로 약세였을 뿐 아니라 (전투가 시작되었을 때 많은 전사가 요새에서 보급을 받고 있었다), 총검전을 벌이며, 압박하는 웨인의 병사들과 기병대를 이기지 못했다. 인디언은 곧바로 마이애미 요새로 퇴각하려 했지만, 그 요새의 문은 닫혀 있었다. 영국 수비대의 지휘관은 “미국과의 전쟁을 허용한다”는 명령을 받지 못했기 때문에 퇴각한 인디언의 도피처가 되는 것이 부담스러웠던 것이다.
미군은 인디언 마을과 경작지의 대부분을 파괴하고 철수했다. 웨인의 부대는 33명이 전사하고 100명이 부상당했다. 승전한 미군은 30 내지 40명의 적의 시체가 전장에 남아 있었다고 보고했다. 영국 인디언 부서의 알렉산더 맥키는 인디언 동맹의 손실은 19명이라고 했다. 맥키의 숫자에 인디언 편을 들어 알렉산더 맥킬롭이 지휘한 캐나다 민병대의 손실이 포함되어 있는 지는 분명하지 않다.
인디언 동맹의 패배로 1795년에 그린빌 조약이 체결되었고, 오늘날 오하이오의 대부분이 미합중국의 영토가 되어 1803년에 주로 승격할 수 있게 되었다. ‘폴른 팀버스 전투’에 참석한 인디언 중에는 이 〈그린빌 조약〉에 서명하지 않은 쇼니 족의 젊은 전사 테쿰세가 있었다. 그는 몇 년 후에 다시 인디언 항쟁을 이어갔다.